# 바가지요금
바가지요금 또는 줄여서 바가지란 파는 사람이 상품이나 서비스를 시세를 훨씬 웃도는 가격에 제공해 사는 사람을 속이는 행위. 또는 그 가격을 가리킨다. 바가지씌우다라는 표현이 흔히 쓰인다.
1. 일반적으로는 공공의 질서와 선량한 풍속에 어긋나는 행위로 상도덕의 문제이나, 판매자가 구매자를 기만하여 매매가 이루어질 경우 범죄가 되므로 사법(私法)상 소송물 가액 2천만원 이하인 경우 민사소송법에 대한 특례로 소액사건심판법에 따라 재판부에 재판을 청구하거나 사기죄로 경찰에 신고할 수 있으며,
2. 행정법(行政法)으로 물가안정에 관한 법률에서 정하고 있는 중요 물품의 생산 및 도매, 소매 단계에서의 지정된 최고가격(법 제2조) 이상으로 물건을 판매하는 경우와 가격표시제도(법 제3조)에 위반되는 사항이 있거나, 매점매석행위(법 제7조)를 한 경우에는 상거래질서 위반행위에 해당하여 1천만원 이하의 과태료를 행정기관에서 부과할 수 있다. 
※ 2016. 7. 현재 최고가격이 지정된 물품은 연탄 1종이며 "교통 및 에너지, 상하수도, 쓰레기봉투 등"의 요금은 행정기관에서 가격을 정하는 공공요금에 해당함을 참고할 것.

## 같이 보기
- 스핀오프
- 표절
- 목버스터